# Скалли, Томми
Альфредо Томас (Томми) Скалли-и-Галлахер (исп. Alfredo Tomás (Tommy) Scally y Gallagher; 28 июня 1927, Павон, Санта-Фе — 26 марта 1977, Буэнос-Айрес) — аргентинский хоккеист на траве, нападающий. Участник летних Олимпийских игр 1948 года.

## Биография
Томми Скалли родился 28 июня 1927 года в аргентинском городе Павон.
Играл за «Хёрлинг Клаб» из Херлингема.
В 1948 году вошёл в состав сборной Аргентины по хоккею на траве на летних Олимпийских играх в Лондоне, поделившей 5-6-е места. Играл на позиции нападающего, провёл 3 матча, забил 2 мяча (по одному в ворота сборных Испании и Австрии).
Умер 26 марта 1977 года в Буэнос-Айресе.

## Семья
Старший брат — Луис Скалли (1915—1994), аргентинский хоккеист на траве. Участник летних Олимпийских игр 1948 года.
Племянник — Габриэль Скалли (род. 1947), аргентинский хоккеист на траве. Участник летних Олимпийских игр 1968 и 1972 годов.